# Stefan Docx

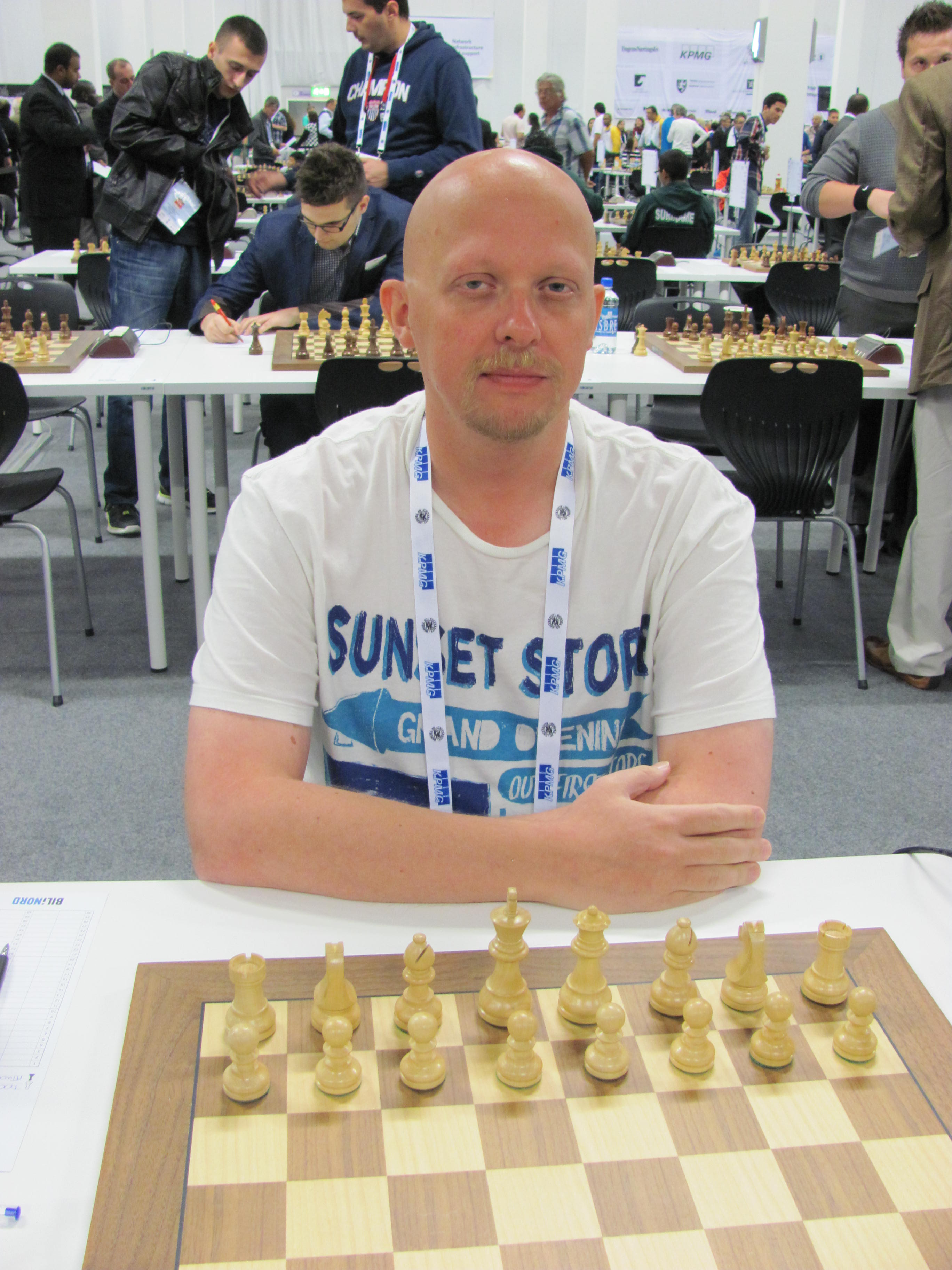
Stefan Docx, 2018

Stefan Docx (12 januari 1974) is een Belgische schaker. Hij is sinds 2013 een Internationaal Meester (IM). In juli 2016 was zijn ELO-ranking 2420. 
In augustus 2005 won Docx met 7,5 uit 9 het open kampioenschap van Brasschaat. 
Stefan Docx won het individueel ligakampioenschap 2019/2020 van Liga Antwerpen. Hij won dit kampioenschap 10 keer eerder in de periode 2001 - 2018.
In 2023 werd Docx een schorsing van 1 jaar opgelegd door de Ethics Commission van de wereldschaakbond FIDE na een zaak van vermeend valsspelen op het Benidorm Open 2022.